# یون تریپشه
یون تریپشه (انگلیسی: Ion Tripșa; ۳۰ مارس ۱۹۳۴ – ۲۰۰۱ (۶۶−۶۷ سال)) ورزشکار ورزش تیراندازی اهل رومانی بود.
وی در مسابقات کشوری و بین‌المللی در مجموع برندهٔ ۱ مدال نقره شده‌است.